# Houtskarin pohjoiset saaret
Houtskarin pohjoiset saaret este o arie protejată (arie specială de conservare — SAC, sit de importanță comunitară — SCI, arie de protecție specială avifaunistică — SPA) din Finlanda întinsă pe o suprafață de 93 ha, integral pe uscat.

## Localizare
Centrul sitului Houtskarin pohjoiset saaret este situat la coordonatele 60°21′15″N 21°09′49″E / 60.3542°N 21.1636°E.

## Înființare
Situl Houtskarin pohjoiset saaret a fost declarat sit de importanță comunitară în august 1998 pentru a proteja 4 specii de animale. Alte tipuri de protecție:
- arie de protecție specială avifaunistică (în august 1998)[2]
- arie specială de conservare (în aprilie 2015)[1][3][4]

## Biodiversitate
Situată în ecoregiunea boreală, aria protejată conține 8 habitate naturale: Faleze cu vegetație de pe coastele atlantice și baltice, Pășuni de coastă din Baltica boreală, Pajiști fino-scandinave uscate până la mezice, bogate în specii de altitudine mică, Pante stâncoase silicioase cu vegetație casmofită, Taiga vestică, Păduri fino-scandinave bogate în ierburi cu Picea abies, Mlaștini împădurite, Vegetație perenă pe țărmurile stâncoase.
La baza desemnării sitului se află mai multe specii protejate de  păsări (4): buha (Bubo bubo), ciocănitoare neagră (Dryocopus martius), chiră de baltă (Sterna hirundo), Sterna paradisaea.